# The Great Escape Tour
A The Great Escape Tour foi programada para ser a segunda turnê oficial da rapper australiana Iggy Azalea, em suporte para seu primeiro álbum de estúdio, The New Classic, seu relançamento, Reclassified, e seu futuro segundo álbum de estúdio. A turnê foi programada para visitar inicialmente vinte e uma cidades em toda a América do Norte durante o período de dois meses, com início em 18 de setembro de 2015, em San Diego, Califórnia e concluindo em 27 de outubro de 2015, em Glendale, Arizona. No entanto, foi anunciado em 29 de maio de 2015 que toda a turnê seria cancelada, com uma nova turnê a ser anunciada com o seu próximo álbum em 2016.